# Sven Agrell
Sven Agrell, född 1685 i Torups socken, död 1713 i Adrianopel, var en svensk präst. Han var sonson till Nicolaus Petri Agrelius.
Agrell var son till kyrkoherden i Torup Nicolaus Nicolai Agrell och inskrevs som student vid Lunds universitet 1702. Han anslöt sig som fältpräst till Karl XII:s armé i Sachsen 1707 och åtföljde i avvaktan på att erhålla befordran först Skaraborgs, sedan Kronobergs regemente. Han prästvigdes i kungens närvaro i Ukraina 4 april 1709. Efter att ha följt kungen till Turkiet blev han utnämnd till andre legationspredikant i Konstantinopel 3 november 1709. Agrelius har främst blivit känd för den dagbok han förde under fälttåget. Dess första del gick förlorad i Kapitulationen vid Perevolotjna. Dess andra del, som inleds med en sammanfattning av det förlorade partiet, blev dock räddad och förvaras nu i svenska riksarkivet. 1909 utgavs den i tryckt form.